# Eşref Armağan
Eşref Armağan (ur. 1953 w Stambule, Turcja) – niewidomy od urodzenia malarz tureckiego pochodzenia, urodzony w biednej rodzinie. Rysuje i maluje od dzieciństwa.
Miał wystawy w Turcji, Holandii i Czechach.
W 2004 był obiektem badań ludzkiego postrzegania, prowadzonych przez Johna Kennedy'ego z Uniwersytetu w Toronto.